# Raymond Franz
Raymond Victor Franz (ur. 1922; zm. 2 czerwca 2010) – amerykański działacz religijny, pochodził z rodziny, która od trzech pokoleń należała do Świadków Jehowy. W latach 1971–1980 należał do Ciała Kierowniczego, od 1980 r. w konflikcie z późniejszymi władzami, tego samego roku zrezygnował z członkostwa w sprawowaniu współnadzoru nad organizacją, rok później usunięty ze zboru Świadków Jehowy.

## Życiorys
Od 16. roku życia działał na najwyższych szczeblach hierarchii organizacji. W roku 1939 przyjął chrzest, a w czerwcu 1940, po ukończeniu szkoły średniej, podjął pełnoczasową służbę w dziele świadczenia. Jego stryjem był Frederick William Franz, prezes Towarzystwa Strażnica w latach 1978–1992.
W 1942 roku zajmował się pracą w charakterze „pioniera specjalnego” w Wellston, w stanie Ohio. W 1944 roku otrzymał zaproszenie na pięciomiesięczny kurs do szkoły misyjnej, Biblijnej Szkoły Strażnicy – Gilead (ang. The Watch Tower Bible School of Gilead). Po jej ukończeniu, w trakcie czekania na wyznaczenie zadania misyjnego, półtora roku spędził jako kaznodzieja podróżujący. Odwiedzał zbory w obwodzie na terenie, który obejmował stan Arizona oraz większą część Kalifornii. Następnie w 1946 roku przydzielono mu teren pracy na wyspie Portoryko. Następnie został przeniesiony do miasta Aguadilla. Od czasu do czasu wysyłany był przez Towarzystwo do Dominikanę, gdzie praca wśród Świadków Jehowy była utrudniona przez rząd dyktatora Rafaela Trujillo, a celem wyjazdów do tego kraju był przemyt publikacji „Strażnicy”. Po trzynastu latach od chwili przyjazdu Raymonda Franza do Portoryko ożenił się z Cynthią, która dołączyła do jego działalności. Kontynuował pracę objazdową z małżonką do 1961 roku, kiedy to zostali przeniesieni do Dominikany.
W 1965 roku został wysłany na 10-miesięczny kurs w Biblijnej Szkole Strażnicy – Gilead gdzie na koniec prezes Towarzystwa Strażnica, Nathan H. Knorr zaproponował przeniesienie wraz z żoną do siedziby międzynarodowego kierownictwa (zwanego Betel) w Brooklynie. Jego miejscem pracy został Wydział Publikacji (ang. Writing Department), który prowadził. Po pięciu latach w 1971 roku w momencie wydania przez jego wydział leksykonu Aid to Bible Understanding (Pomoc do zrozumienia Biblii) został przyjęty do grona Ciała Kierowniczego Towarzystwa Strażnica. Przez 9 lat (1971–1980) Raymond Franz wraz z innymi namaszczonymi (przeznaczonymi wedle interpretacji Świadków Jehowy do życia w niebie) z Ciała Kierowniczego, które liczyło wówczas 17 osób, służył organizacji za „kanał Jehowy”, czyli uczestniczył wedle wierzeń Świadków Jehowy w przekazywaniu woli Bożej wszystkim wyznawcom tej religii na świecie. W 1980 roku wezwano go wobec toczącego się śledztwa w sprawie herezji dotyczącego między innymi jego osoby. Tego samego roku, nie zgadzając się na autorytarny według niego sposób prowadzenia śledztwa i niechrześcijański duch, w jakim się ono odbywało, 22 maja 1980 zrezygnował z członkostwa w Ciele Kierowniczym, a 1 września 1981 roku został usunięty ze zboru.
„Blisko czterdzieści lat spędziłem jako pełnoczasowy pracownik Organizacji. Miałem na swym koncie pracę na wszystkich szczeblach struktury organizacyjnej. Końcowe piętnaście lat spędziłem w międzynarodowej centrali, z czego przez ostatnie dziewięć byłem członkiem Ciała Kierowniczego Organizacji Świadków Jehowy. Właśnie te ostatnie lata były dla mnie okresem decydującym. Moje iluzje zderzyły się z rzeczywistością. Od tamtego czasu doceniam słuszność słów, jakie niedawno przeczytałem, słów wypowiedzianych przez nieżyjącego już męża stanu. Stwierdził on: „Wielkim wrogiem prawdy często nie jest kłamstwo – świadome, obmyślane, nieszczere, lecz mit – uporczywy, przekonywający, nierealny.” Teraz zaczynam sobie uświadamiać, w jak wielkiej mierze to, na czym oparłem całe moje dorosłe życie, było właśnie takim „mitem – uporczywym, przekonywającym, nierealnym.”
Raymond Franz w swoich wypowiedziach twierdzi, że żaden z członków Komitetu przekładu Biblii, odpowiedzialnych za tłumaczenie i interpretacje, nie znał języków oryginalnych Pisma Świętego. Wypowiadał się także, że Ciało Kierownicze, namaszczone grono przywódców Świadków Jehowy, nie jest całkowicie zgodne co do prawdziwości opracowywanych przez siebie nauk, ponieważ dopiero po przegłosowaniu obowiązują one wszystkich Świadków Jehowy.
9 października 2007 roku Raymond Franz spotkał się na konferencji w Poznaniu z zainteresowanymi, a następnie udał się do Pragi w związku z wydaniem tam na język czeski jego nowej książki W poszukiwaniu wolności chrześcijańskiej (ang. In Search of Christian Freedom).